# نتولیتسه
نتولیتسه (به چکی: Netolice) یک منطقهٔ مسکونی و شهرستان دارای شهرک سابقاً روستا در جمهوری چک است که در ناحیه پراخاتیتسه واقع شده‌است. نتولیتسه ۲٬۵۸۳ نفر جمعیت دارد.